# Yosuke Nakagawa
Yosuke Nakagawa (japanisch 中川 洋介 Nakagawa Yosuke; * 28. April 1998 in Yachiyo, Präfektur Chiba) ist ein japanischer Fußballspieler.

## Karriere
Yosuke Nakagawa erlernte das Fußballspielen in den Jugendmannschaften vom FC Takatsu Yachiyo, VIVAIO Funabashi SC und Mito Hollyhock. Bei Mito unterschrieb er am 1. Februar 2017 auch seinen ersten Profivertrag. Der Verein aus Mito, einer Stadt in der Präfektur Ibaraki, spielte in der zweiten japanischen Liga. Von Mitte Juni 2019 bis November 2019 wurde er an Albirex Niigata (Singapur) ausgeliehen. Der Verein ist ein Ableger des japanischen Zweitligisten Albirex Niigata und spielt in der höchsten singapurischen Liga, der Singapore Premier League. Für Abirex absolvierte er 14 Erstligaspiele. Nach Vertragsende bei Mito war er vom 1. Februar 2020 bis 22. Juni 2020 vertrags- und vereinslos. Am 23. Juni 2020 unterschrieb er einen Vertrag beim Regionalligisten Hokkaido Tokachi Sky Earth. Mit dem Verein aus Obihiro spielt er in der Hokkaido Soccer League.